# ساتشا ريتش
ساتشا ريتش هو لاعب كرة قدم سويسري في مركز الدفاع، ولد في 24 ديسمبر 1969 في بازل في سويسرا.